# Eretmocerinae
Sous-famille
Synonymes
- Aphelininae (préféré par NCBI)[1]

Les Eretmocerinae sont une sous-famille d'insectes hyménoptères de la famille des Aphelinidae.

## Liste des genres
Selon NCBI (21 septembre 2019) :
- genre Aphelinus
- genre Aphytis
- genre Centrodora
- genre Eretmocerus Haldeman, 1850
- genre Eutrichosomella
- genre Marietta
- genre Neophytis
- genre Paraphytis
- genre Proaphelinoides
- genre Protaphelinus
- genre Punkaphytis
- genre Samariola
- genre Umairia
- genre Wallaceaphytis

## Publication originale
- (en) Shafee, S.A et Khan, M.Y., « Subfamilies and tribes of the family Aphelinidae (Hymenoptera: Chalcidoidea) », Journal of Zoological Research, vol. 2, no 1,‎ 1978, p. 42-45.